# Rudolf Hübener
Rudolf Hübener (* 4. März 1898 in Neuhaldensleben; † 10. Januar 1963 in Haldensleben) war ein deutscher Künstler, Matrose und hauptberuflich Buchhalter. 

## Leben
Rudolf Hübener, Sohn eines Schmieds in Neuhaldensleben, fuhr nach abgeschlossener Schule und einer Ausbildung zum Buchhalter in der Bergschlossbrauerei in Haldensleben zunächst für einige Jahre als Matrose zur See. Nach seiner Rückkehr studierte er Malerei an der Kunstgewerbeschule Magdeburg und an der Kunstakademie Berlin. Jedoch verdiente Hübener seinen Lebensunterhalt danach nicht als Künstler, sondern als Mitarbeiter einer Buchungsstelle für Landwirte. Mit seiner Familie wohnte er in der Rottmeisterstraße in Haldensleben. Er war mit örtlichen Künstlerkollegen wie Thomas Heinrich Uffrecht und Otto Henning befreundet. Zu seinem Freundeskreis zählte auch der später nach Starnberg umgesiedelte Maler Heinrich Gans in Ausleben.
In der Zeit des Nationalsozialismus war Hübener obligatorisch Mitglied der Reichskammer der bildenden Künste. Es ist jedoch lediglich 1936 seine Teilnahme an der Ausstellung Die Straßen Adolf Hitlers in der Kunst in Breslau bekannt.
Hübeners Werk umfasst Aquarelle, Ölgemälde und Grafiken, die unter anderem in Magdeburg, Halle, Berlin, Dresden und München ausgestellt wurden. Im November 2010 wurde auf Initiative von Hübeners Nichte eine Sonderausstellung mit Bildern und Grafiken von Rudolf Hübener im Museum Haldensleben eröffnet.